# Grand Prix de la ville de Pérenchies
Le Grand Prix de la ville de Pérenchies est une course cycliste française disputée à Pérenchies dans le Nord. Il fait partie de l'UCI Europe Tour depuis 2005, en catégorie 1.2. Il est par conséquent ouvert aux équipes continentales professionnelles françaises, aux équipes continentales, à des équipes nationales et à des équipes régionales ou de clubs. Les UCI ProTeams (première division) ne peuvent pas participer.
En 2016, la tenue de la course est incertaine, les organisateurs doivent réunir 29 000 €.

## Palmarès
| Année | Vainqueur,           | Deuxième               | Troisième              |
| ----- | -------------------- | ---------------------- | ---------------------- |
| 1977  | Christian Sobota     | Guy Leleu              | Jacques Osmont         |
| 1978  | Claude Baveye        | Michel Cornelise       | Gilles Mahé            |
| 1979  | Fabrice Fournier     | Alain Deloeuil         | Christian Lucas        |
| 1980  | Guy Craz             | Didier Échivard        | Alain Deloeuil         |
| 1981  | Philippe Saudé       | Jacques Dutailly       | Michel Zuccarelli      |
| 1982  | Jean-Philippe Pipart | Christian Leduc        | Dominique Dezègue      |
| 1983  | Christian Sobota     | Gilles Lorgnier        | Thierry Barrault       |
| 1984  | Mario Degouge        | Jos Fevers             | Cornelis Heeren        |
| 1985  | Peter Hofland        | Nathan Dahlberg (en)   | Vincent Thorey         |
| 1986  | Bertrand Zielonka    | Philippe Brenner       | Stephen Delaney (en)   |
| 1987  | Alain Parisot        | Jean-François Morio    | Vincent Thorey         |
| 1988  | Patrick Roussel      | Francis Moreau         | Fabrice Debrabant      |
| 1989  | Gérard Picard        | Gérard Henriet         | Bruno Huger            |
| 1990  | Eddy Seigneur        | Stanisław Saczuk       | Jean-Paul Legouverneur |
| 1991  | Lauri Resik          | Laurent Davion         | Anthony Rokia          |
| 1992  | Klaudiusz Migdoł     | Jacques Dutailly       | Philippe Duhamel       |
| 1993  | Jean-Michel Thilloy  | Pascal Popieul         | Anthony Rokia          |
| 1994  | David Lefèvre        | Anthony Rokia          | Franck Lemaire         |
| 1995  | Grégory Barbier      | Tony Facon             | Didier Faivre-Pierret  |
| 1996  | Grégory Barbier      | Yannick Luccini        | Sébastien Hatton       |
| 1997  | Pascal Carlot        | Éric Beauné            | Arnaud Auguste         |
| 1998  | Jean-Michel Thilloy  | Oleg Kozlitine         | Jean-Claude Thilloy    |
| 1999  | Jean-Claude Thilloy  | Carlo Ménéghetti       | Fabrice Debrabant      |
| 2000  | Gordon McCauley      | Wouter Demeulemeester  | Fabrice Debrabant      |
| 2001  | Olivier Grammaire    | Geert Van Crombruggen  | Fabrice Paumier        |
| 2002  | Geoffroy Lequatre    | David McKenzie         | Stéphane Pétilleau     |
| 2003  | Marc Chanoine        | Romain Mary            | Nicolas Paris          |
| 2004  | Leonardo Duque       | Aziz Immouni           | Peter Ronsse           |
| 2005  | Aivaras Baranauskas  | Michael Blanchy        | Sven Nys               |
| 2006  | Tony Cavet           | Fabrice Debrabant      | Anthony Jaunet         |
| 2007  | Peter Ronsse         | Yauheni Hutarovich     | Håkan Nilsson          |
| 2008  | Steven De Neef       | Florian Guillou        | Håkan Nilsson          |
| 2009  | Robert Retschke      | Jurgen François        | Frank Dressler-Lehnhof |
| 2010  | Arnaud Démare        | Adrien Petit           | Philip Nielsen (en)    |
| 2011  | Anthony Colin        | Romain Delalot         | Morgan Kneisky         |
| 2012  | Rico Rogers          | Morgan Kneisky         | Alex Meenhorst         |
| 2013  | Melvin Rullière      | Pierre Drancourt       | Jimmy Turgis           |
| 2014  | Gaëtan Bille         | Olivier Pardini        | Jānis Dakteris         |
| 2015  | Dimitri Claeys       | Joeri Calleeuw         | Stan Godrie            |
| 2016  | Timothy Dupont       | Rudy Barbier           | Julien Van Haverbeke   |
| 2017  | Roy Jans             | Cameron Bayly          | Bram Welten            |
| 2018  | Kenny Dehaes         | Emiel Vermeulen        | Romain Feillu          |
| 2019  | Jens Reynders        | Jason Tesson           | Robin Stenuit          |
| 2020  | Non disputé          | Non disputé            | Non disputé            |
| 2021  | Emiel Vermeulen      | Simon Daniels          | Damien Ridel           |
| 2022  | Laurence Pithie      | Rait Ärm               | Morne Van Niekerk      |
| 2023  | Rait Ärm             | Morne Van Niekerk      | Dylan Vandenstorme     |
| 2024  | Théo Delacroix       | Steffen De Schuyteneer | Maxime Jarnet          |
| 2025  | Toon Vandebosch      | Keije Solen            | Rait Ärm               |

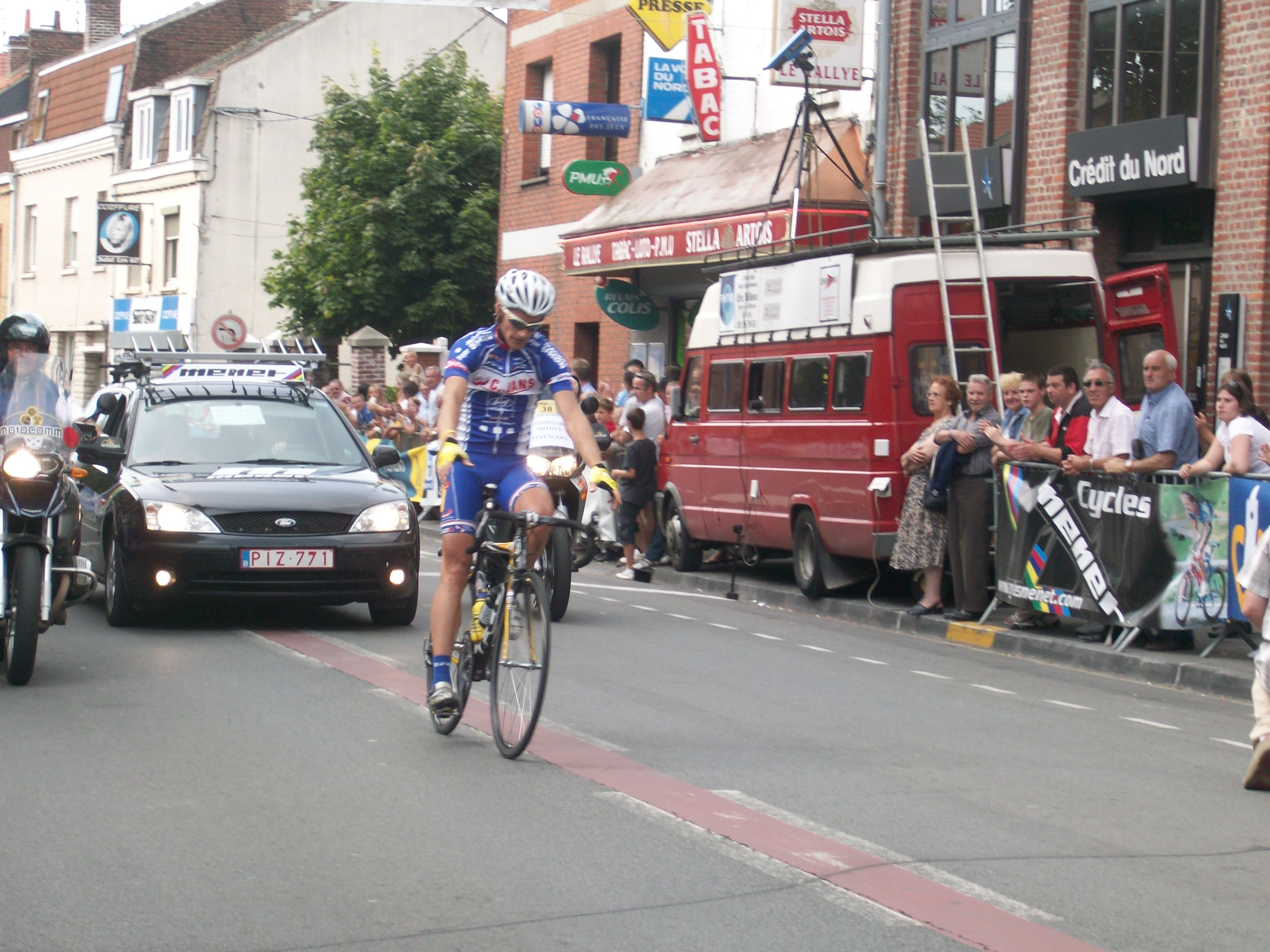
Robert Retschke remportant l'édition 2009.

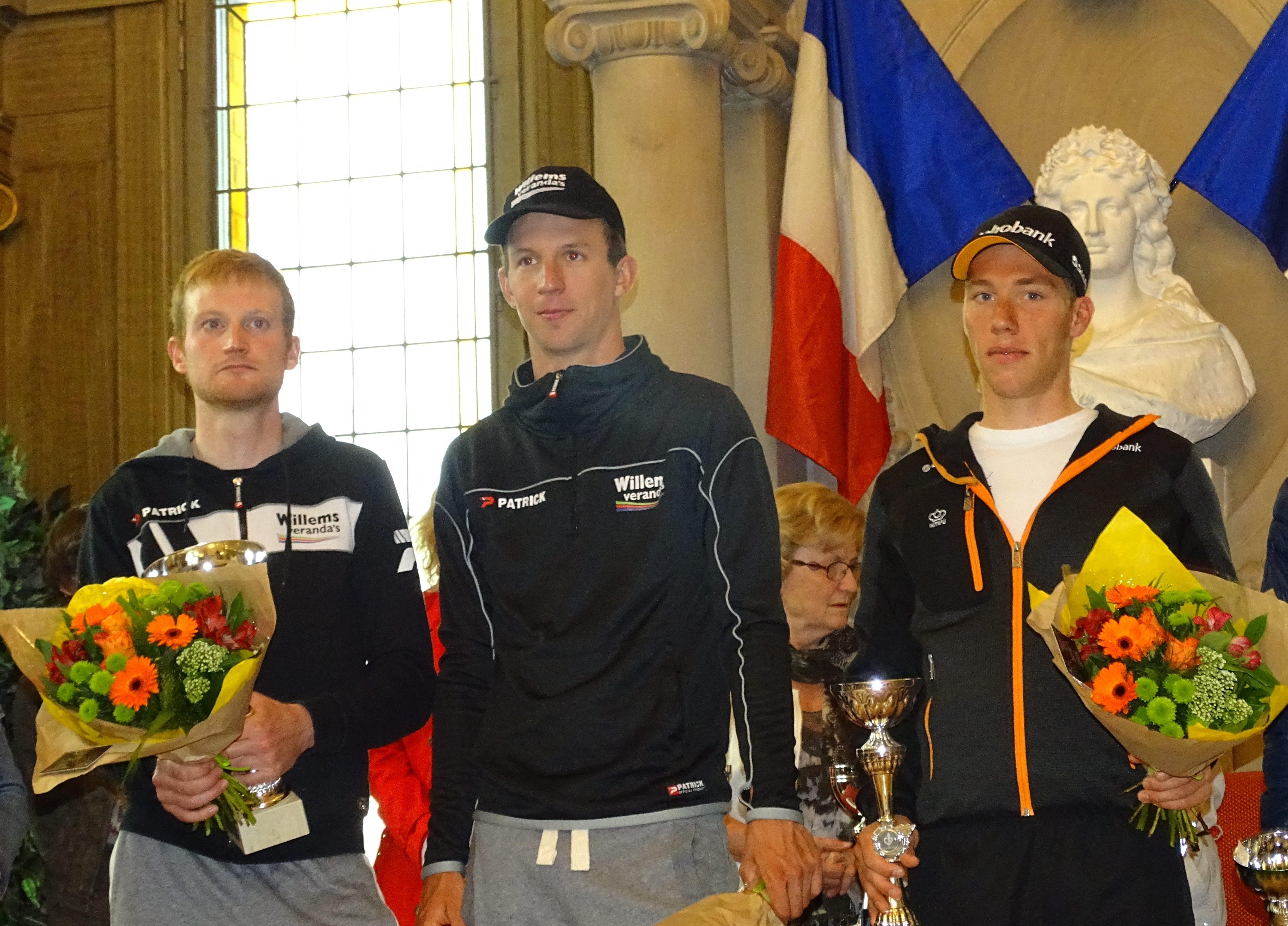
Podium de l'édition 2015 : Joeri Calleeuw (2e), Dimitri Claeys (1er) et Stan Godrie (3e).

Sources : Mémoire du cyclisme, Le site du cyclisme